# News of the World Tournament
Die News of the World Tournament war ein professionelles Snookerturnier, das in den Jahren 1950–1959 gespielt wurde. Verglichen mit der Snookerweltmeisterschaft, wurde es als das wichtigere Turnier angesehen. Diesen Status gewann es vor allem durch die Teilnahme von Joe Davis, der seit 1947 nicht mehr an der WM teilnahm.

## Geschichte
Das führende Snookerturniere der Nachkriegszeit wurde von der englischen Sonntagszeitung News of the World gesponsert und mit einem Preisgeld von £1.500 ausgestattet. Erster und, bis zur letzten Ausgabe 1959, dauerhafter Veranstaltungsort war die Leicester Square Hall in London.
Das Turnier wurde im sogenannten Round Robin– bzw. Rundenturnier-Format gespielt. Bei allen Turnieren wurde ein Handicap-System genutzt, bei dem alle Teilnehmer einen 20-Punkte-Vorsprung je Frame auf den überragenden Spieler Joe Davis erhielten. Diese Maßnahme zeigte Wirkung, weshalb auch andere Spieler einen oder mehrere Siege erzielen konnten. Davis ist, mit drei Siegen, trotzdem der erfolgreichste Spieler dieses Turniers gewesen.
Für diese Zeit gab es außerdem eine ungewöhnlich große Anzahl hoher Breaks. So wurden vier Breaks mit 140 und mehr Punkten gespielt. Den neuen Rekord, von 146 Punkten, aber spielte 1955 erneut Joe Davis.
1959, bei der letzten Austragung des Turniers, wurde im Snooker-Plus-Format gespielt. Joe Davis hatte das von ihm weiterentwickelte Spiel am 26. Oktober des Jahres in der Burroughes Hall in London der Öffentlichkeit vorgestellt.

## Sieger
| Jahr | Austragungsort               | Sieger       | Zweiter      | Hauptsponsor      | Saison |
| ---- | ---------------------------- | ------------ | ------------ | ----------------- | ------ |
| 1950 | London Leicester Square Hall | Joe Davis    | Sidney Smith | News of the World | n/a    |
| 1951 | London Leicester Square Hall | Alec Brown   | John Pulman  | News of the World | n/a    |
| 1952 | London Leicester Square Hall | Sidney Smith | Albert Brown | News of the World | n/a    |
| 1953 | London Leicester Square Hall | Joe Davis    | Jackie Rea   | News of the World | n/a    |
| 1954 | London Leicester Square Hall | John Pulman  | Joe Davis    | News of the World | n/a    |
| 1955 | London Leicester Square Hall | Jackie Rea   | Joe Davis    | News of the World | n/a    |
| 1956 | London Leicester Square Hall | Joe Davis    | Fred Davis   | News of the World | n/a    |
| 1957 | London Leicester Square Hall | John Pulman  | Fred Davis   | News of the World | n/a    |
| 1958 | London Leicester Square Hall | Fred Davis   | John Pulman  | News of the World | n/a    |
| 1959 | London Leicester Square Hall | Fred Davis   | Joe Davis    | News of the World | n/a    |